# Liste der Mitglieder des Parteivorstandes der SED
Diese Liste der Mitglieder des Parteivorstandes der SED umfasst den Zeitraum von der Zwangsvereinigung von SPD und KPD zur SED 1946 bis 1950.
Auf dem III. Parteitag der SED 1950 wurde erstmals ein Zentralkomitee nach sowjetischem Vorbild gewählt, das den bisher amtierenden Parteivorstand ersetzte.

## Zusammensetzung des Parteivorstandes zwischen I. und II. Parteitag der SED
Der Vorstand wurde auf dem Vereinigungsparteitag am 21. und 22. April 1946 gewählt. Er ist als Vorläufer des späteren Politbüros und des ZK der SED anzusehen.

### Zentralsekretariat
Die Arbeitsaufteilung wurde auf der 1. Tagung des Parteivorstandes der SED am 23. April 1946 festgelegt.
| Mitglied des Sekretariats | geleitete Abteilungen                                                     | Aufenthalt während des 2. Weltkriegs            | Bemerkungen                      |
| ------------------------- | ------------------------------------------------------------------------- | ----------------------------------------------- | -------------------------------- |
| Anton Ackermann (KPD)     | Agitation Kultur Werbung und Schulung Sport Volksbildung                  | Moskaukader, NKFD-Mitglied                      |                                  |
| Franz Dahlem (KPD)        | Kader Jugend Parteiorgane                                                 | Westemigrant, KZ-Insasse                        |                                  |
| Max Fechner (SPD)         | Staats- und Rechtsfragen Jugend Wirtschaft                                | KZ-Insasse                                      |                                  |
| Erich W. Gniffke (SPD)    | Finanzverwaltung und Parteibetriebe Kader Parteiorgane Geschäftsabteilung | innerdeutscher sozialdemokratischer Widerstand  |                                  |
| Otto Grotewohl (SPD)      | Allgemeine Politik                                                        | innerdeutscher, sozialdemokratischer Widerstand |                                  |
| August Karsten (SPD)      | Finanzverwaltung und Parteibetriebe Geschäftsabteilung                    |                                                 |                                  |
| Katharina Kern (SPD)      | Frauen                                                                    | innerdeutscher, sozialdemokratischer Widerstand |                                  |
| Helmut Lehmann (SPD)      | Gesundheitspolitik Arbeit und Sozialfürsorge                              | innerdeutscher sozialdemokratischer Widerstand  |                                  |
| Hermann Matern (KPD)      | Vorsitzender des SED-Landesverbandes von Großberlin                       | Moskaukader, NKFD-Mitglied                      |                                  |
| Otto Meier (SPD)          | Agitation Kultur Sport Volksbildung                                       | innerdeutscher, sozialdemokratischer Widerstand |                                  |
| Paul Merker (KPD)         | Gesundheitspolitik Arbeit und Sozialfürsorge Landwirtschaft               | Westemigrant                                    | zur Zeit der Wahl noch in Mexiko |
| Wilhelm Pieck (KPD)       | Allgemeine Politik                                                        | Moskaukader, NKFD-Mitglied                      |                                  |
| Elli Schmidt (KPD)        | Frauen                                                                    | Moskaukader, NKFD-Mitglied                      |                                  |
| Walter Ulbricht (KPD)     | Sicherheitsfragen Staats- und Rechtsfragen Wirtschaft                     | Moskaukader, NKFD-Mitglied                      |                                  |

### Übriger Vorstand
| Name                | vorherige Partei | Landesverband                | Aufenthalt während des 2. Weltkriegs                    | Bemerkungen                            |
| ------------------- | ---------------- | ---------------------------- | ------------------------------------------------------- | -------------------------------------- |
| Martha Arendsee     | KPD              | Berlin                       | Moskaukader, NKFD-Mitglied                              |                                        |
| Edith Baumann       | SPD              | Berlin                       | in Berlin berufstätig                                   |                                        |
| Johannes R. Becher  | KPD              | Berlin                       | Moskaukader, NKFD-Mitglied                              |                                        |
| Walter Biering      | KPD              | Provinz Sachsen              |                                                         |                                        |
| Willy Boepple       | KPD              | Westzonen; Mannheim          | Wehrmachtsangehöriger                                   |                                        |
| Bruno Böttge        | SPD              | Provinz Sachsen              | Luftschutzpolizei                                       |                                        |
| Erich Braun         | SPD              | Westzonen; Hildesheim        |                                                         |                                        |
| Hans Brede          | SPD              | Westzonen; Kiel              |                                                         |                                        |
| Willi Buch          | SPD              | Westzonen; Braunschweig      |                                                         |                                        |
| Albert Buchmann     | KPD              | Westzonen; Stuttgart         | KZ-Insasse                                              |                                        |
| Otto Buchwitz       | SPD              | Sachsen                      | Zuchthausinsasse                                        |                                        |
| Kurt Bürger         | KPD              | Mecklenburg                  | Moskaukader, NKFD-Mitglied                              |                                        |
| Friedrich Ebert     | SPD              | Brandenburg                  | berufstätig                                             |                                        |
| Werner Eggerath     | KPD              | Thüringen                    | Zuchthausinsasse                                        |                                        |
| Max Fank            | SPD              | Mecklenburg                  | Wehrmacht, dienstverpflichtet                           |                                        |
| Walter Fisch        | KPD              | Westzonen; Frankfurt am Main | Westemigrant (Schweiz)                                  |                                        |
| August Friedel      | SPD              | Sachsen                      | berufstätig                                             |                                        |
| Bernhard Göring     | SPD              | Berlin                       | berufstätig                                             |                                        |
| Gustav Gundelach    | KPD              | Westzonen; Hamburg           | Moskaukader, NKFD-Mitglied                              |                                        |
| Karl Hauser         | KPD              | Westzonen; Frankfurt am Main |                                                         |                                        |
| Ernst Heilmann      | SPD              | Westzonen; Flensburg         |                                                         | Mandatsniederlegung im August 1946     |
| Gertrud Hentsch     | SPD              | Sachsen                      |                                                         |                                        |
| Ernst Hoffmann      | SPD              | Berlin                       | Strafbataillon 999, amerikanisches Kriegsgefangenschaft |                                        |
| Heinrich Hoffmann   | SPD              | Thüringen                    | berufstätig                                             |                                        |
| Erich Honecker      | KPD              | Berlin                       | Zuchthausinsasse                                        |                                        |
| Hans Jendretzky     | KPD              | Berlin                       | berufstätig, Zuchthausinsasse                           |                                        |
| Willy Jesse         | SPD              | Mecklenburg                  | berufstätig, Westemigrant (Dänemark, Schweden)          | im Juli 1946 von den Sowjets verhaftet |
| Fritz Jungmann      | SPD              | Provinz Sachsen              |                                                         |                                        |
| Heinz Keßler        | KPD              | Berlin                       | Wehrmachtsangehöriger, Moskaukader, NKFD-Mitglied       |                                        |
| Bernard Koenen      | KPD              | Provinz Sachsen              | Moskaukader, NKFD-Mitglied                              |                                        |
| Wilhelm Koenen      | KPD              | Sachsen                      | Westemigrant (England)                                  |                                        |
| Olga Körner         | KPD              | Sachsen                      | KZ-Insassin                                             |                                        |
| Karl Litke          | SPD              | Berlin                       | berufstätig                                             |                                        |
| Ernst Lohagen       | KPD              | Sachsen                      | KZ-Insasse                                              |                                        |
| Georg Lotz          | KPD              | Thüringen                    | berufstätig                                             |                                        |
| Erich Lübbe         | SPD              | Berlin                       | KZ-Insasse                                              |                                        |
| Hans Mahle          | KPD              | Berlin                       | Moskaukader, NKFD-Mitglied                              |                                        |
| Albert Meier        | SPD              | Sachsen                      |                                                         |                                        |
| Hanna Melzer        | KPD              | Westzonen; Ruhrgebiet        | Zuchthausinsassin                                       |                                        |
| Carl Moltmann       | SPD              | Mecklenburg                  | berufstätig                                             |                                        |
| Gustav Müller       | SPD              | Westzonen; Rheinland         |                                                         |                                        |
| Kurt Müller         | KPD              | Westzonen; Hannover          | KZ-Insasse                                              |                                        |
| Fritz Nickolay      | KPD              | Westzonen; Saarbrücken       | Internierter, Westemigrant (Frankreich)                 |                                        |
| Hugo Paul           | KPD              | Westzonen; Düsseldorf        | berufstätig, Zuchthausinsasse                           |                                        |
| Hermann Prübenau    | SPD              | Provinz Sachsen              | Wehrmachtsangehöriger, Kriegsgefangener                 |                                        |
| Max Reimann         | KPD              | Westzonen; Ruhrgebiet        | KZ-Insasse                                              |                                        |
| Maria Rentmeister   | KPD              | Berlin                       | Zuchthausinsassin                                       |                                        |
| Paul Roch           | KPD              | Brandenburg                  | berufstätig                                             |                                        |
| Robert Rompe        | KPD              | Berlin                       | berufstätig                                             |                                        |
| Emma Sachse         | SPD              | Thüringen                    | berufstätig, KZ-Insassin                                |                                        |
| Willy Sägebrecht    | KPD              | Brandenburg                  | Zuchthaus- und KZ-Insasse                               |                                        |
| Yella Schaar        | SPD              | Westzonen; Heidelberg        |                                                         | Februar 1947 Parteiaustritt            |
| Hermann Schlimme    | SPD              | Berlin                       | berufstätig, Zuchthausinsasse                           |                                        |
| Waldemar Schmidt    | KPD              | Berlin                       | Zuchthausinsasse                                        |                                        |
| Heinrich Schramm    | KPD              | Westzonen; Bremen            | Zuchthausinsasse                                        |                                        |
| Fritz Sperling      | KPD              | Westzonen; München           | Westemigrant (Schweiz)                                  |                                        |
| Paul Szillat        | SPD              | Brandenburg                  | berufstätig                                             |                                        |
| Gottlieb Teichert   | SPD              | Westzonen; Essen             |                                                         |                                        |
| Stanislaw Trabalski | SPD              | Sachsen                      | berufstätig, KZ-Insasse                                 |                                        |
| Fritz Wagner        | SPD              | Thüringen                    | Wehrmachtsangehöriger, amerik. Kriegsgefangenschaft     |                                        |
| Paul Wandel         | KPD              | Berlin                       | Moskaukader, NKFD-Mitglied                              |                                        |
| Hans Warnke         | KPD              | Mecklenburg                  | KZ-Insasse                                              |                                        |
| Oskar Wegener       | SPD              | Brandenburg                  | dienstverpflichtet, KZ-Insasse                          |                                        |
| Richard Weimann     | SPD              | Berlin                       |                                                         |                                        |
| Antonie Wohlgemuth  | SPD              | Berlin                       | berufstätig                                             |                                        |
| Hermann Zilles      | KPD              | Westzonen; Köln              |                                                         |                                        |

## Zusammensetzung des Parteivorstandes zwischen dem II. und III. Parteitag der SED
Der Vorstand wurde auf dem II. Parteitag vom 20. bis zum 24. September 1947 gewählt.

### Zentralsekretariat
Die Arbeitsaufteilung wurde auf der 1. Tagung des Parteivorstandes der SED am 25. September 1947 festgelegt.
| Mitglied des Sekretariats | geleitete Abteilungen                                                     | Bemerkungen                                                       |
| ------------------------- | ------------------------------------------------------------------------- | ----------------------------------------------------------------- |
| Anton Ackermann (KPD)     | Agitation Kultur Werbung und Schulung Sport Volksbildung                  |                                                                   |
| Walter Beling (KPD)       | Finanzverwaltung und Parteibetriebe                                       |                                                                   |
| Otto Buchwitz (SPD)       |                                                                           | Aufnahme in das ZS mit Beschluss des ZS vom 9. November 1948      |
| Franz Dahlem (KPD)        | Kader Jugend Parteiorgane                                                 |                                                                   |
| Friedrich Ebert (SPD)     |                                                                           |                                                                   |
| Max Fechner (SPD)         | Staats- und Rechtsfragen Jugend Wirtschaft                                |                                                                   |
| Erich W. Gniffke (SPD)    | Finanzverwaltung und Parteibetriebe Kader Parteiorgane Geschäftsabteilung | Flucht in die Westzone am 28. Oktober 1948                        |
| Otto Grotewohl (SPD)      | Allgemeine Politik                                                        |                                                                   |
| Hans Jendretzky (SPD)     | Allgemeine Politik                                                        | als Nachfolger von Hermann Matern am 18. Oktober kooptiert        |
| August Karsten (SPD)      | Finanzverwaltung und Parteibetriebe Geschäftsabteilung                    |                                                                   |
| Katharina Kern (SPD)      | Frauen                                                                    |                                                                   |
| Wilhelm Koenen (KPD)      |                                                                           | Aufnahme in das ZS mit Beschluss des ZS vom 9. November 1948      |
| Helmut Lehmann (SPD)      | Gesundheitspolitik Arbeit und Sozialfürsorge                              |                                                                   |
| Hermann Matern (KPD)      | Vorsitzender des SED-Landesverbandes von Groß-Berlin                      | am 18. Oktober 1948 ausgeschieden, Wahl zum Vorsitzenden der ZPKK |
| Otto Meier (SPD)          | Agitation Kultur Sport Volksbildung                                       |                                                                   |
| Paul Merker (KPD)         | Gesundheitspolitik Arbeit und Sozialfürsorge Landwirtschaft               |                                                                   |
| Wilhelm Pieck (KPD)       | Allgemeine Politik                                                        |                                                                   |
| Elli Schmidt (KPD)        | Frauen                                                                    |                                                                   |
| Walter Ulbricht (KPD)     | Sicherheitsfragen Staats- und Rechtsfragen Wirtschaft                     |                                                                   |

#### Politbüro
Das Politbüro wurde durch Beschluss des Parteivorstands auf der 16. Sitzung des Parteivorstandes vom 24. Januar 1949 geschaffen. Es wurde anfangs auch Politisches Büro genannt. An den Beratungen des Politbüros nahmen ab Februar 1950 auch Rudolf Herrnstadt, Chefredakteur des Neuen Deutschlands, und Herbert Warnke, Vorsitzender des FDGB-Bundesvorstands teil.
Außerdem wurde am 24. Januar 1949 ein „kleines Sekretariat“ gegründet, das dem Politbüro zuarbeiten sollte und die Arbeit der SED umsetzen sollte. Das kleine Sekretariat wurde im November 1949 einfach „Sekretariat“ genannt.

##### Mitglieder
| Mitglied des Politbüros | Funktionen bzw. Verantwortungen |
| ----------------------- | --- |
| Franz Dahlem            | Verbindung mit dem Westen Personalpolitik |
| Friedrich Ebert         | |
| Otto Grotewohl          | Ko-Vorsitzender der SED Leitung der Zeitschrift Einheit Frauen Parteikontrollkommission                                                                                 |
| Helmut Lehmann          | Arbeit und Soziales Justiz |
| Paul Merker             | Landwirtschaft |
| Wilhelm Pieck           | Ko-Vorsitzender der SED Presse Jugend internationale Verbindungen |
| Walter Ulbricht         | Leitung des Kleinen Sekretariats Organisationsabteilung staatliche und kommunale Verwaltung Zentrale Kommission für Staatliche Kontrolle Wirtschaft Redaktion Neuer Weg |

##### Kandidaten
| Kandidat des Politbüros | Funktionen bzw. Verantwortungen | Bemerkungen                                                                                                   |
| ----------------------- | ------------------------------- | --- |
| Anton Ackermann         | Kultur Parteischulung           | |
| Heinrich Rau            |                                 | mit Beschluss der 34. Vorstandstagung im Juli 1949 in den Parteivorstand kooptiert und zum Kandidaten gewählt |
| Karl Steinhoff          | staatliche und kommunale Fragen | |
| Wilhelm Zaisser         |                                 | im Februar 1950 in den Vorstand kooptiert, ab März 1950 Kandidat                                              |

##### Kleines Sekretariat des Politbüros
| Mitglied des Sekretariats | geleitete Abteilungen                                                                                | Bemerkungen |
| ------------------------- | --- | --- |
| Alexander Abusch          | | mit Beschluss der 21. Vorstandstagung im Februar 1948 in den Parteivorstand kooptiert; ab März 1950 im kleinen Sekretariat |
| Hermann Axen              | Agitation                                                                                            | ab Oktober 1949 |
| Edith Baumann             | Finanzverwaltung und Parteibetriebe Frauen Jugend Sport                                              | |
| Franz Dahlem              | Arbeitsbüro der KPD im ZK der SED Westkommission                                                     | |
| Fred Oelßner              | Agitation (nur 1949) Kultur Propaganda Volksbildung Wissenschaften                                   | |
| Horst Sindermann          | | ab Oktober 1949 |
| Willi Stoph               | | ab Februar 1950 mit beratender Stimme                                                                                      |
| Walter Ulbricht           | Kader Sicherheitsfragen Staats- und Rechtsfragen Wirtschaftspolitik (bis Oktober 1949) Kirchenfragen | |
| Paul Verner               | | ab Februar 1950 mit beratender Stimme                                                                                      |
| Paul Wessel               | Gesundheitspolitik Wirtschaftspolitik (ab Oktober 1949)                                              | bis Februar 1950 |

### Übriger Vorstand
| Name               | vorherige Partei | Landesverband                | Bemerkungen                                                     |
| ------------------ | ---------------- | ---------------------------- | --------------------------------------------------------------- |
| Gerda Bauer        | KPD              | Berlin                       |                                                                 |
| Walter Biering     | KPD              | Sachsen-Anhalt               |                                                                 |
| Johannes R. Becher | KPD              |                              | mit Beschluss der 21. Vorstandstagung im Februar 1948 kooptiert |
| Paul Bismark       | SPD              | Brandenburg                  |                                                                 |
| Bruno Böttge       | SPD              | Sachsen-Anhalt               | Ende 1948 ausgeschlossen                                        |
| Albert Buchmann    | KPD              | Westzonen; Stuttgart         | im Januar 1949 ausgeschieden                                    |
| Otto Buchwitz      | SPD              | Sachsen                      |                                                                 |
| Kurt Bürger        | KPD              | Mecklenburg                  |                                                                 |
| Emmi Damerius      | KPD              | Sachsen                      |                                                                 |
| Heinrich Deiters   | KPD              |                              | mit Beschluss der 21. Vorstandstagung im Februar 1948 kooptiert |
| Adolf Deter        | KPD              | Berlin                       |                                                                 |
| Kurt Dielitzsch    | SPD              | Westzonen; Dortmund          | im Januar 1949 ausgeschieden                                    |
| Gerhart Eisler     | KPD              |                              | mit Beschluss der 34. Vorstandstagung im Juli 1949 kooptiert    |
| Walter Fisch       | KPD              | Westzonen; Frankfurt am Main | im Januar 1949 ausgeschieden                                    |
| August Friedel     | SPD              | Sachsen                      |                                                                 |
| Bernhard Göring    | SPD              | Berlin                       |                                                                 |
| Gustav Gundelach   | KPD              | Westzonen; Hamburg           | im Januar 1949 ausgeschieden                                    |
| Ernst Guth         | SPD              | Mecklenburg                  |                                                                 |
| Karl Hauser        | KPD              | Westzonen; Frankfurt am Main | Parteiaustritt im April 1948                                    |
| Robert Hensel      | SPD              | Berlin                       |                                                                 |
| Ernst Hoffmann     | SPD              | Berlin                       |                                                                 |
| Friedel Hoffmann   | SPD              | Berlin                       |                                                                 |
| Heinrich Hoffmann  | SPD              | Thüringen                    |                                                                 |
| Oskar Hoffmann     | KPD              | Westzonen; Wuppertal         | im Januar 1949 ausgeschieden                                    |
| Erich Honecker     | KPD              | Berlin                       |                                                                 |
| Hans Hubert        |                  | Westzonen; Hannover          | Anfang 1948 Parteiaustritt                                      |
| Hans Jendretzky    | KPD              | Berlin                       |                                                                 |
| Fritz Jungmann     | SPD              | Sachsen-Anhalt               |                                                                 |
| Hildegard Kaiser   |                  | Sachsen-Anhalt               |                                                                 |
| Heinz Keßler       | KPD              | Berlin                       |                                                                 |
| Franz Klupsch      | SPD              | Westzonen; Dortmund          | im Januar 1949 ausgeschieden                                    |
| Bernard Koenen     | KPD              | Provinz Sachsen              |                                                                 |
| Wilhelm Koenen     | KPD              | Sachsen                      |                                                                 |
| Olga Körner        | KPD              | Sachsen                      |                                                                 |
| Paul Kohlhöfer     | SPD              | Westzonen; Frankfurt am Main | im Januar 1949 ausgeschieden                                    |
| Erich Kops         | KPD              | Thüringen                    |                                                                 |
| Werner Krauss      | KPD              |                              | mit Beschluss der 21. Vorstandstagung im Februar 1948 kooptiert |
| Josef Ledwohn      | KPD              | Westzonen; Herne             | im Januar 1949 ausgeschieden                                    |
| Karl Litke         | SPD              | Berlin                       |                                                                 |
| Ernst Lohagen      | KPD              | Sachsen                      |                                                                 |
| Carl Moltmann      | SPD              | Mecklenburg                  |                                                                 |
| Kurt Müller        | KPD              | Westzonen; Hannover          | im Januar 1949 ausgeschieden                                    |
| Fritz Nickolay     | KPD              | Westzonen; Saarbrücken       | im Januar 1949 ausgeschieden                                    |
| Otto Niebergall    | KPD              | Westzonen; Mainz             | im Januar 1949 ausgeschieden                                    |
| Hermann Prübenau   | SPD              | Sachsen-Anhalt               |                                                                 |
| Gertrud Rast       | KPD              | Westzonen; Kiel              | im Januar 1949 ausgeschieden                                    |
| Max Reimann        | KPD              | Westzonen; Ruhrgebiet        | im Januar 1949 ausgeschieden                                    |
| Maria Rentmeister  | KPD              | Berlin                       |                                                                 |
| Robert Rompe       | KPD              | Berlin                       |                                                                 |
| Emma Sachse        | SPD              | Thüringen                    |                                                                 |
| Willy Sägebrecht   | KPD              | Brandenburg                  |                                                                 |
| Robert Schenk      | KPD              | Westzonen; Lübeck            | im Januar 1949 ausgeschieden                                    |
| Hermann Schlimme   | SPD              | Berlin                       |                                                                 |
| Elli Schmidt       | KPD              | Berlin                       |                                                                 |
| Karl Schmidt       | KPD              | Thüringen                    |                                                                 |
| Heinrich Schramm   | KPD              | Westzonen; Bremen            | im Januar 1949 ausgeschieden                                    |
| Fritz Sperling     | KPD              | Westzonen; München           | im Januar 1949 ausgeschieden                                    |
| Paul Szillat       | SPD              | Brandenburg                  |                                                                 |
| Hans Venedey       | SPD              | Westzonen; Konstanz          | im Januar 1949 ausgeschieden                                    |
| Kurt Vieweg        | KPD              | Berlin                       | mit Beschluss der 1. Parteikonferenz im Januar 1949 kooptiert   |
| Fritz Wagner       | SPD              | Thüringen                    |                                                                 |
| Paul Wandel        | KPD              | Berlin                       |                                                                 |
| Hans Warnke        | KPD              | Mecklenburg                  |                                                                 |
| Herbert Warnke     | KPD              | Berlin                       | mit Beschluss der 1. Parteikonferenz im Januar 1949 kooptiert   |
| Max Weber          |                  | Sachsen                      |                                                                 |
| Richard Weimann    | SPD              | Berlin                       |                                                                 |
| Otto Winzer        | KPD              | Berlin                       |                                                                 |